# Stare Jatki we Wrocławiu
Stare Jatki we Wrocławiu – historyczna nazwa wrocławskiej uliczki na Starym Mieście łącząca ul. Odrzańską z ul. Kiełbaśniczą. Ulica Malarska 1–24 i Jatki są wpisane do rejestru zabytków województwa dolnośląskiego.

## Historia

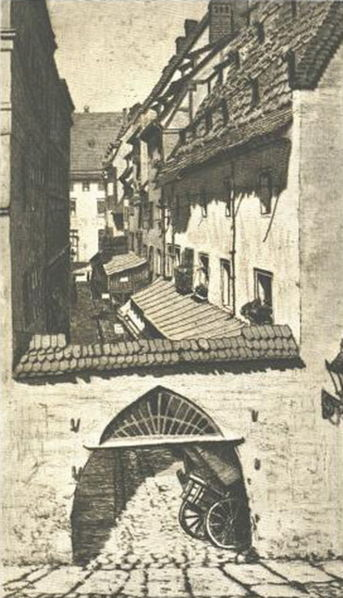
Brama łukowa – wejście na Stare Jatki od ulicy Odrzańskiej

Pierwotnie Stare Jatki była uliczką utworzoną przez dwa rzędy sklepów rzeźniczych, powstałą w wyniku lokacyjnych przeobrażeń przestrzenno-prawnych dokonanych z woli księcia Bolesława Rogatki w 1242 roku. Władca wykupił karczmy od zakonników i przekazał je wójtowi, a następnie rada miejska wykupiła od niego prawa do prowadzenia jatek. Decyzja księcia w kolejnych latach wzbudziła protest u jego następców. Postanowili oni uchylić decyzję Rogatki, lecz wójt i mieszczanie na to nie pozwolili. Spór toczył się do 1261 roku i został rozwiązany na korzyść mieszczan. Od tego roku na jatki sprzedawano głównie mięso, a mieszkańcy tworzyli osobny cech. Dysponowali oni również 38 oborami przy ul. Rzeźniczej oraz własną rzeźnią nad Odrą. Zwieńczeniem regulacji prawnych w handlu było nadanie w 1272 roku prawa mili dla Wrocławia.
Nazwa „Stare Ławy Mięsne” w dokumentach pojawiła się po raz pierwszy dopiero w 1375 roku. W tym samym okresie istniał drugi ciąg kramów mięsnych, ulokowany między ulicami Łaciarską i Kotlarską, u wylotu na Nowy Targ we Wrocławiu. Ciąg ten nazwany był „Nowymi Jatkami” lub „Małymi Jatkami” i tworzył odrębny cech rzeźników. Pod koniec XIX wieku pierwotny rzeźniczy charakter ulicy zatracał się na rzecz nowych warsztatów rzemieślniczych i małych sklepików. Do 1843 roku jatki były własnością cechu rzeźników; w 1898 już tylko na połowie kramów handlowano mięsem. W 1939 swoje kramy miało już tylko dwóch rzeźników: Ernst Heide pod numerem 21 i mistrz masarski Gustav Moese pod numerem 24.

## Architektura jatek

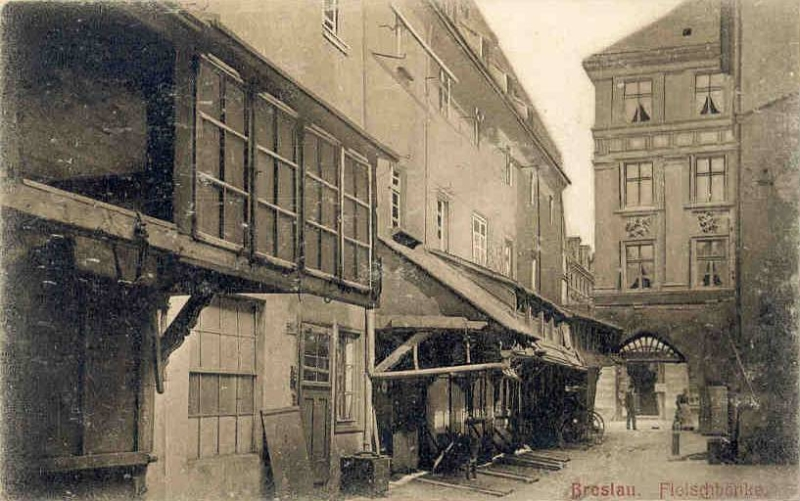
Stare jatki, lata 1900–1905

Ulica składała się z początkowo z 42 drewnianych, jednokondygnacyjnych budynków a od 1350 roku było ich 48; 24 kramy na każdej ze stron uliczki. W XVI wieku dwa kramy zostały połączone i od tego okresu notowano ich 47. Parcele miały ok. 3 metrów szerokości i były głębokie na ok. 10 metrów. W XIV wieku drewniane budy zostały zastąpione murowanymi kamieniczkami z kramami zajmującymi przyziemie budynku. Uliczka z obu stron zamknięta była ostrołucznymi bramami. Pośrodku ulicy biegł, zachowany do czasów obecnych, kamienny rynsztok. Na przełomie XV i XVI wieku gospodarze Starych Jatek otrzymali pozwolenie na rozbudowę kramów; niskie budynki zyskały kolejne piętra; niektóre kamienice miały pięć kondygnacji. W kamienicy mieszkali głównie rzeźnicy, czeladnicy i służba. W tym okresie pomiędzy numerem 10 i 11 powstało wąskie przejście pomiędzy Jatkami a ulicą Malarską.
W XIX wieku została wyburzona południowa pierzeja, a w jej miejsce, w 1823 roku. wybudowano gmach Gimnazjum św. Elżbiety.

## Po 1945 roku

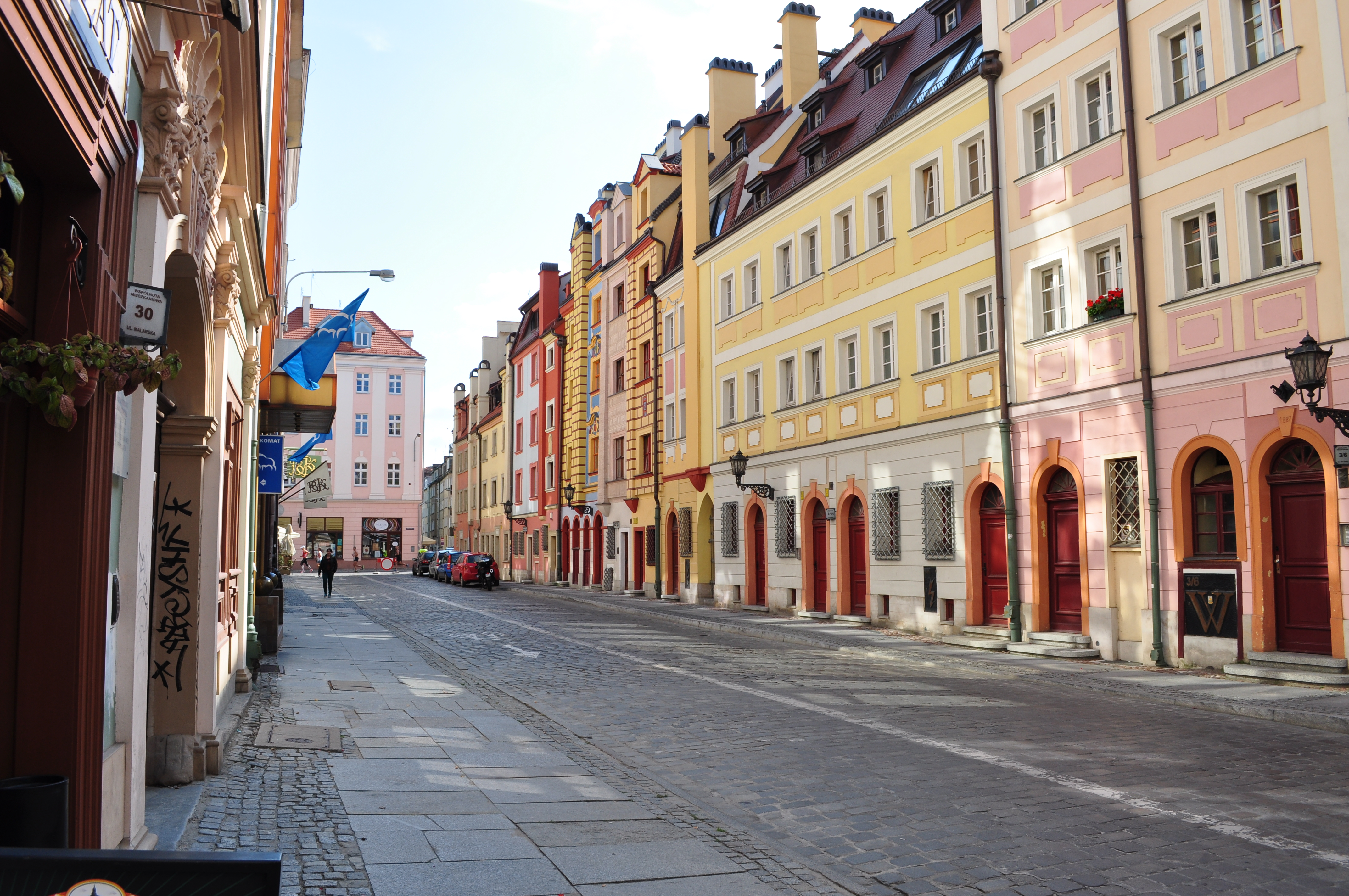
Kamienice od strony ulicy Malarskiej

Podczas II wojny światowej Stare Jatki zostały częściowo zniszczone (ocalało 12 kamienic). W 1951 roku rozpoczęto odbudowę kamienic; prace rozpoczęto od kamienicy nr 24, do której przylegała łukowa brama wejściowa od ul. Odrzańskiej. Parter w kamienicach przeznaczono na małe sklepiki, a na wyższych kondygnacjach pomieszczenia połączono, tworząc mieszkania. Od strony ul. Malarskiej powstały klatki schodowe wspólne dla kilku kamienic. Jedynymi budynkami, które zachowały dawny układ i kształt pomieszczeń, drewniane stropy oraz kolorowe polichromie z motywem liści akantu, są kamienice pod nr 1 i 2. Dawniej mieściła się w nich siedziba cechu rzeźników, a obecnie jest siedzibą Okręgowego Wrocławskiego Związku Artystów Plastyków.
Pod koniec XX wieku Stare Jatki zajmowały pracownie i galerie artystyczne (pierwsza galeria została otworzona w 1992 roku) oraz pub muzyczny. W 1997 roku, ku pamięci dawnej roli Jatek, przy wejściu do uliczki ustawiono pomnik „Ku czci Zwierząt Rzeźnych”. 1 sierpnia 2005 na Jatkach postawiono jednego z wrocławskich krasnali – „Rzeźnika”. Później w Galerii „Domus” stanął „Krasnal z piłką”.

## Literatura przedmiotu
- Rafał Eysymontt, Jatki przy ulicy Malarskiej we Wrocławiu, Wrocław: Studio „Sense II”, 2000, ISBN 83-87451-70-3, OCLC 930728172. Brak numerów stron w książce